# Теннисный мяч

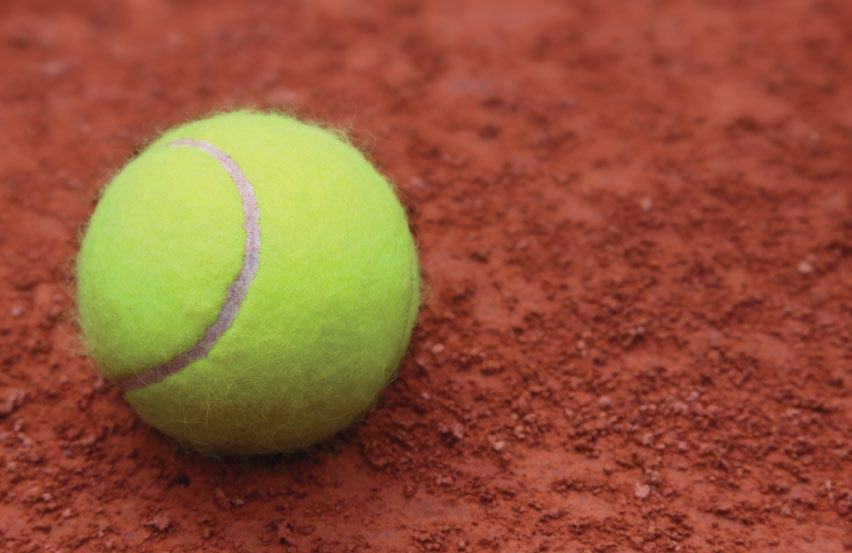
Теннисный мяч

Теннисный мяч — предназначен для тенниса. Он примерно 6,7 см (2,63 дюйма) в диаметре. Теннисные мячи на крупных спортивных соревнованиях желтые, но могут быть практически любого цвета. Теннисные мячи покрыты войлоком, который модифицирует их аэродинамические свойства, и имеют белую волнистую линию, которая охватывает снаряд.

## История
До развития большого тенниса, в начале 1870-х, англичане играли в реал-теннис. Англия запретила ввоз теннисных мячей в 1463 году. В 1480 году Людовик XI запретил заполнение теннисных мячей мелом, песком, опилками или землей и заявил, что они должны быть сделаны из хорошей кожи. Другие ранние теннисные мячи были сделаны шотландскими мастерами из желудков овец или коз и перевязаны веревкой.
Самим своим возникновением современный теннис (исторически называвшийся «лаун-теннисом», то есть «теннисом для лужаек») обязан появлению мячей из вулканизированного каучука, способных высоко отскакивать даже от травяного газона. Вскоре после зарождения лаун-тенниса мячи для него стали обшивать фланелью, чтобы уменьшить износ и потерю игровых кондиций. В дальнейшем мячи стали шить из резиновых листов, вырезанных в форме трилистника, и наполнять газом. Эта технология в целом сохраняется до настоящего времени, однако в целях унификации оборудования мячи теперь шьют из двух полусферических половинок, а классическую фланель заменило особое покрытие, вплавляющееся в резиновую основу. В 1972 году впервые появились теннисные мячи жёлтого цвета, лучше заметные на телевизионном экране. На Уимблдонском турнире до 1986 года продолжали использовать белые мячи, но затем также перешли на жёлтые.

## Стандарты
Мяч должен иметь равномерную наружную поверхность и должен быть белым или жёлтым. Если есть соединение, он не должен быть шитым. Он должен иметь диаметр, превышающий 6,35 см и не более 6,67 см, а вес 58,5 г. Мяч должен иметь отскок от 135 см до 147 см при падении с высоты 254 см на твердую поверхность корта.
При давлении 8,165 кг мяч должен иметь большую деформацию, чем 0,56 см и менее 0,74 см, а возвратной деформации более 0,89 см и менее 1,08 см.